# Prix SNCF du polar
 (juin 2020).

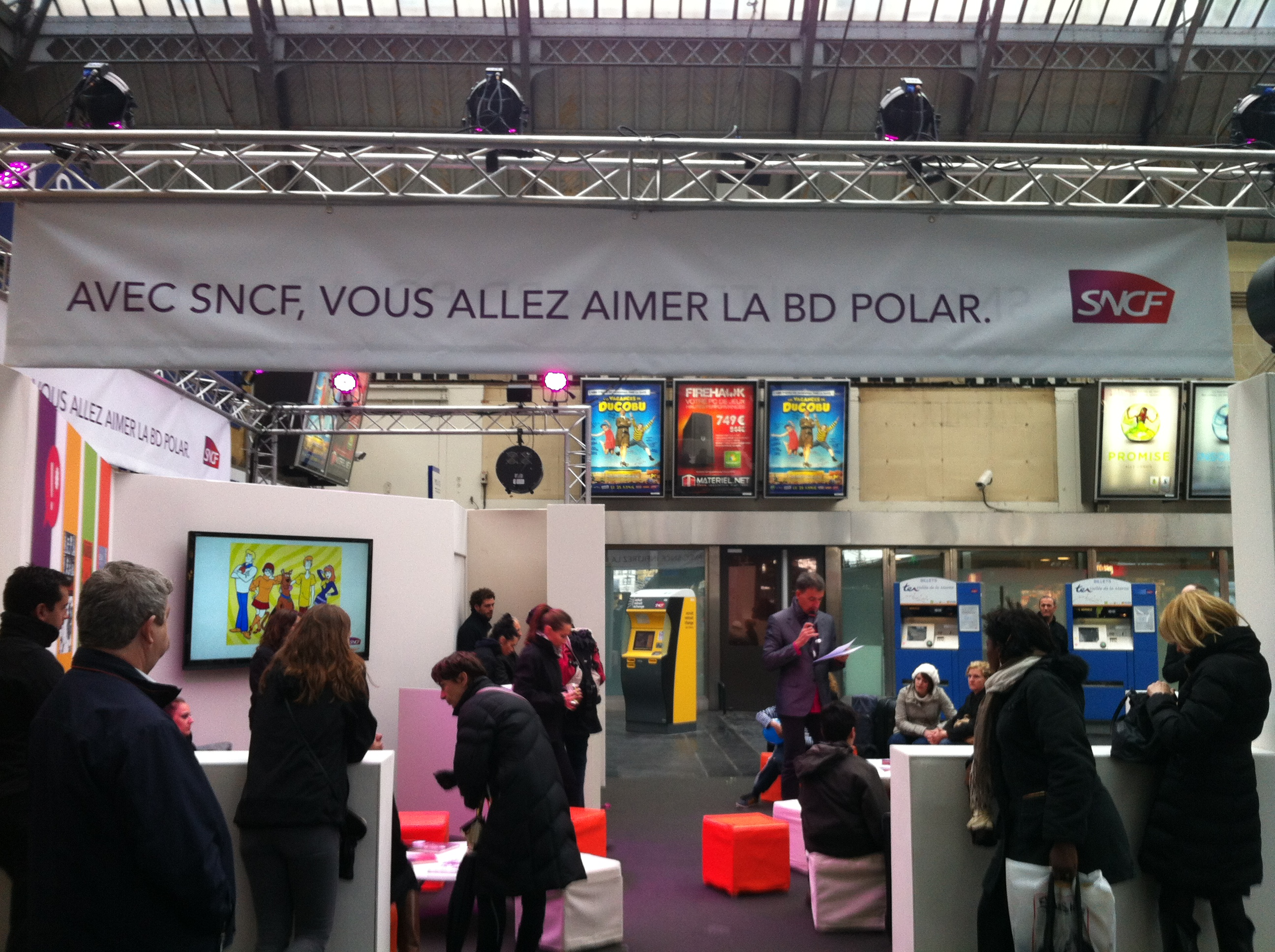
Avril 2012 : Prix du polar SNCF, événement en gare de l'Est, Paris.

Créé en 2001, le prix SNCF du polar est devenu le premier prix de lecteurs en France, avec 35 000 votes en 2017 et 3 comités d'experts. Il récompense chaque année les nouveaux talents du polar dans trois catégories : roman, bande dessinée et court métrage. Le prix a révélé Gianni Pirozzi, Colin Thibert, Caryl Férey, Franck Thilliez, Catherine Fradier, et Gilda Piersanti .

## Catégories
De 2001 à 2004, il y avait deux catégories : le prix SNCF du premier polar et le prix SNCF du polar. Ces deux catégories furent remplacées en 2006. En 2005, la catégorie du prix SNCF du polar européen a été créée. En 2006, à l'occasion du remplacement des deux catégories initiales, le prix SNCF du polar français fut lancé.
En 2012, le prix SNCF du Polar ouvre deux nouvelles catégories : prix SNCF du polar / bande dessinée et prix SNCF du polar / court métrage. Un seul prix SNCF du polar / roman se substitue aux deux préexistants.

## Règlement
Depuis 2012, plusieurs œuvres par an sont sélectionnés (18 en 2017) par les comités d'experts. Chaque comité d'experts sélectionne les œuvres des catégories. Les lecteurs votent ensuite pour leurs œuvres préférées. Les votes sont récoltés de deux manières différentes : par le site internet du prix ou bien lors d'événements organisés lors de grands salons, comme le Festival international de la bande dessinée d'Angoulême, le Salon Livre Paris ou le Festival international du court métrage de Clermont-Ferrand. Le lauréat de chaque catégorie est l’œuvre ayant comptabilisé le plus de voix.

## Palmarès

### Catégories
| Année          | Titre du roman                       | Auteur                 | Nationalité | Références bibliographiques |
| -------------- | ------------------------------------ | ---------------------- | ----------- | --- |
| 2001 (1e éd.)  | Otelo (Le Sang du capricorne n° 2/3) | Bernard Mathieu        | France      | 1. Gallimard, coll. « La Noire », 1999, 440 p. (ISBN 2-07-074918-5) 2. Gallimard, coll. « Folio policier » no 458, 2007, 485 p. (ISBN 978-2-07-034492-5) |
| 2002 (2e éd.)  | Le Bal des cagoles                   | Philippe Carrese       | France      | 1. Fleuve noir, coll. « Noirs », 2000, 303 p. (ISBN 2-265-07049-1) 2. Pocket no 11845, 2003, 254 p. (ISBN 2-266-12988-0) |
| 2003 (3e éd.)  | Royal cambouis                       | Colin Thibert          | France      | 1. Gallimard, coll. « Série noire » no 2646, 2002, 244 p. (ISBN 2-07-042141-4) 2. Gallimard, coll. « Folio policier » no 361, 2005, 290 p. (ISBN 2-07-030580-5) |
| 2004 (4e éd.)  | Balagan                              | Alexandra Schwartzbrod | France      | 1. Stock, coll. « Thriller », 2003, 259 p. (ISBN 2-234-05594-6) 2. LGF, coll. « Le Livre de poche » no 37077, 2005, 343 p. (ISBN 2-253-09068-9) |
| 2005 (5e éd.)  | Étoiles cannibales                   | Claude Amoz            | France      | 1. Payot et Rivages, coll. « Rivages noir » no 487, 2003, 266 p. (ISBN 2-7436-1168-5) |
| 2007 (5è éd.)  | La Chambre des morts                 | Franck Thilliez        | France      | 1. Le Passage, 2005, 320 p. (ISBN 978-2-84742-077-7) 2. Pocket, coll. "Thriller" n°12985, 2011, 352 p. (ISBN 978-2-26620-501-6) |
| 2012 (12e éd.) | Avant d'aller dormir                 | S. J. Watson           | Royaume-Uni | 1. Sonatine, 2011, 400 p. (ISBN 978-2-35584-065-4) 2. Pocket, coll. « Thriller » no 14849, 2013, 469 p. (ISBN 978-2-26621-672-2) |
| 2013 (13e éd.) | Balancé dans les cordes              | Jérémie Guez           | France      | 1. La Tengo, 2012, 190 p., (ISBN 978-2-35461-021-0) 2. J'ai lu, coll. « Policier » no 10152, 2013, 187 p. (ISBN 978-2-29005-435-2) |
| 2014 (14e éd.) | Yeruldelgger                         | Ian Manook             | France      | 1. Albin Michel, 2013, 542 p. (ISBN 978-2-226-25194-7) 2. LGF, coll. « Le Livre de poche policier » no 33600, 2015, 646 p. (ISBN 978-2-253-16388-6) |
| 2015 (15e éd.) | Enfants de poussière                 | Craig Johnson          | États-Unis  | 1. Gallmeister, coll. « Noire », 2012, 336 p. (ISBN 978-2-35178-052-7) 2. Gallmeister, coll. « Totem » no 36, 2014, 371 p. (ISBN 978-2-35178-536-2) |
| 2016 (16e éd.) | Terminus Belz                        | Emmanuel Grand         | France      | 1. Liana Levi, coll. « Policier », 2014, 365 p. (ISBN 978-2-86746-706-6) 2. À vue d'œil, coll. « 16-17 », 2014, 504 p. (ISBN 978-2-84666-879-8) 3. Points, coll. « Policiers » no 4004, 2015, 395 p. (ISBN 978-2-75784-281-2)                                                 |
| 2017 (17e éd.) | Grossir le ciel                      | Franck Bouysse         | France      | 1. La Manufacture de livres, 2014, 198 p. (ISBN 978-2-35887-078-8) 2. LGF, coll. « Le Livre de poche policier », no 34007, 2015, 234 p. (ISBN 978-2-253-16418-0) |
| 2018 (18e éd.) | Toutes les vagues de l’océan         | Víctor del Árbol       | Espagne     | 1. Actes Sud, coll. « Actes Noirs », 2015, 640 p. (ISBN 978-2-330-04344-5) 2. Actes Sud, coll. « Babel noir » no 169, 2017, 688 p. (ISBN 978-2-330-07281-0) |
| 2019 (19e éd.) | Bondrée                              | Andrée A. Michaud      | Canada      | 1. Montréal, Les Éditions Québec Amérique, 2013, 304 p. (ISBN 978-2-7644-2505-3) 2. Paris, Payot & Rivages,coll. « Rivages/Thriller », 2016, 330 p. (ISBN 978-2-7436-3764-4) 3. Paris, Payot & Rivages, coll. « Rivages/Noir » no 1050, 2017, 379 p. (ISBN 978-2-7436-4061-3) |
| 2020 (20e éd.) | L'Été circulaire                     | Marion Brunet          | France      | 1. Paris, Éditions Albin Michel, 2018, (ISBN 978-2-226-39891-8) 2. Paris, Le Livre de Poche, 2016, 330 p. (ISBN 978-2-253-25977-0) |

| Année          | Titre de la bande dessinée      | Auteur                                                          | Nationalité   | Références bibliographiques                               |
| -------------- | ------------------------------- | --------------------------------------------------------------- | ------------- | --------------------------------------------------------- |
| 2012 (12e éd.) | Grandville mon amour            | Bryan Talbot                                                    | Royaume-Uni   | Milady (2011), 104 p. (ISBN 978-2811205317)               |
| 2013 (13e éd.) | Un léger bruit dans le moteur   | Gaët's et Jonathan Munoz ; d'après le roman de Jean-Luc Luciani | France        | Physalis (2012), 112 p. (ISBN 978-2-36640-007-6)          |
| 2014 (14e éd.) | Mon ami Dahmer (en)             | Derf Backderf                                                   | États-Unis    | Çà et là (2013), 222 p. (ISBN 978-2-916207-80-3)          |
| 2015 (15e éd.) | Rouge Karma                     | Eddy Simon et Pierre-Henry Gomont                               | France        | Sarbacane (2014), 128 p. (ISBN 9-782-84865-688-5)         |
| 2016 (16e éd.) | Zaï zaï zaï zaï                 | Fabcaro                                                         | France        | 6 Pieds sous terre (2015), 72 p. (ISBN 9-782-35212-116-9) |
| 2017 (17e éd.) | Apache                          | Alex W. Inker                                                   | France        | Sarbacane (2016), 125 p. (ISBN 9-782-84865-864-3)         |
| 2018 (18e éd.) | Bâtard                          | Max de Radiguès                                                 | Belgique      | Casterman (2017), 192 p. (ISBN 978-2-203-14141-4)         |
| 2019 (19e éd.) | Commissaire Kouamé              | Marguerite Abouet et Donatien Mary                              | Côte d'Ivoire | Gallimard (2017), 104 p. (ISBN 978-2-07-509671-3)         |
| 2020 (20e éd.) | Dans la tête de Sherlock Holmes | Cyril Liéron et Benoît Dahan                                    | France        | Ankama (2019)                                             |

| Année          | Titre du court métrage        | Auteur                          | Nationalité | Production                                                    |
| -------------- | ----------------------------- | ------------------------------- | ----------- | ------------------------------------------------------------- |
| 2012 (12e éd.) | L'Accordeur                   | Olivier Treiner                 | France      | 24 25 Films, (2010)                                           |
| 2013 (13e éd.) | Kérozène                      | Joachim Weissmann               | France      |                                                               |
| 2014 (14e éd.) | Penny Dreadful                | Shane Atkinson                  | France      |                                                               |
| 2015 (15e éd.) | Carjack                       | Jeremiah Jones                  | États-Unis  | 100 to 1 Productions                                          |
| 2016 (16e éd.) | Mr Invisible                  | Greg Ash                        | Irlande     | Big Bright Lights / Tin Monkey                                |
| 2017 (17e éd.) | Hasta que la celda nos separe | Mariana et Joserro Emmanuelli   | Porto Rico  | Black Dog Production Mansion / French Alliance of Puerto Rico |
| 2018 (18e éd.) | Speed Dating                  | Daniel Brunet et Nicolas Douste | France      | AS&M Prod                                                     |
| 2019 (19e éd.) | Troc mort                     | Martin Darondeau                | France      | La Voie Lactée                                                |

### Anciennes catégories
| Année          | Titre du roman                  | Auteur             | Références bibliographiques |
| -------------- | ------------------------------- | ------------------ | --- |
| 2006 (6e éd.)  | Utu                             | Caryl Férey        | 1. Gallimard, coll. « Série noire » no 2715, 2004, 399 p. (ISBN 2-07-031410-3) 2. Gallimard, coll. « Folio policier » no 500, 2008, 467 p. (ISBN 978-2-07-034970-8) |
| 2007 (7e éd.)  | La Chambre des morts            | Franck Thilliez    | 1. Le Passage, 2005, 311 p. (ISBN 2-84742-077-0) 2. Pocket, coll. « Thriller » no 12985, 2006, 341 p. (ISBN 2-266-16295-0)                                          |
| 2008 (8e éd.)  | Camino 999                      | Catherine Fradier  | 1. Après la lune, 2007, 395 p. (ISBN 978-2-35227-037-9) 2. Pocket, coll. « Policier » no 13687, 2009, 409 p. (ISBN 978-2-266-18296-6)                               |
| 2009 (9e éd.)  | Les Morsures de l'ombre         | Karine Giébel      | 1. Fleuve noir, 2007, 290 p. (ISBN 978-2-265-08584-8) 2. Pocket, coll. « Policier » no 13622, 2009, 299 p. (ISBN 978-2-266-18136-5)                                 |
| 2010 (10e éd.) | L'Exil des anges                | Gilles Legardinier | 1. Fleuve noir, 2008, 358 p. (ISBN 978-2-265-08734-7) 2. Pocket, coll. « Thriller » no 14136, 2010, 342 p. (ISBN 978-2-266-19633-8)                                 |
| 2011 (11e éd.) | L'été tous les chats s'ennuient | Philippe Georget   | 1. Jigal, coll. « Polar », 2009, 338 p. (ISBN 978-2-914704-60-1) 2. Pocket, coll. « Thriller » no 15115, 2012, 475 p. (ISBN 978-2-266-22210-5)                      |

| Année          | Titre du roman                                          | Auteur          | Nationalité | Références bibliographiques |
| -------------- | ------------------------------------------------------- | --------------- | ----------- | --- |
| 2005 (5e éd.)  | Le Cœur du dragon (Dragon's Eye : A Chinese Noir, 2003) | Andy Oakes      | Royaume-Uni | 1. Calmann-Lévy, coll. « Calmann-Lévy suspense », 2004, 530 p. (ISBN 2-7021-3451-3)                                                                                    |
| 2006 (6e éd.)  | Tokyo (Tokyo, 2004)                                     | Mo Hayder       | Royaume-Uni | 1. Presses de la Cité, coll. « Sang d'encre », 2005, 429 p. (ISBN 2-258-06605-0) 2. Pocket, coll. « Thriller », 2007, 473 p. (ISBN 978-2-266-15790-2)                  |
| 2007 (7e éd.)  | Le Déjeuner du coroner (The Coroner's Lunch, 2004)      | Colin Cotterill | Royaume-Uni | 1. Albin Michel, coll. « Carré jaune », 2006, 374 p. (ISBN 2-226-16995-4) 2. LGF, coll. « Le Livre de poche policier » no 30994, 2008, 314 p. (ISBN 978-2-253-12338-5) |
| 2008 (8e éd.)  | Bleu Catacombes                                         | Gilda Piersanti | France      | 1. Le Passage, 2007, 248 p. (ISBN 978-2-84742-095-1) 2. Pocket, coll. « Policier », 2007, 242 p. (ISBN 978-2-266-17556-2)                                              |
| 2009 (9e éd.)  | Tonton Clarinette                                       | Nick Stone      | Royaume-Uni | 1. Gallimard, coll. « Série noire », 2008, 606 p. (ISBN 978-2-07-078237-6) 2. Gallimard, coll. « Folio policier » no 579, 2010, 678 p. (ISBN 978-2-07-042782-6)        |
| 2010 (10e éd.) | Petits meurtres entre voisins                           | Saskia Noort    | Pays-Bas    | 1. Denoël, 2009, 321 p. (ISBN 978-2-207-25800-2) 2. Gallimard, coll. « Folio policier » no 613, 2011, 321 p. (ISBN 978-2-07-044118-1)                                  |
| 2011 (11e éd.) | Le Chuchoteur                                           | Donato Carrisi  | Italie      | 1. Calmann-Lévy, 2010, 437 p. (ISBN 978-2-7021-4104-5) 2. LGF, coll. « Le Livre de poche. Thriller » no 32245, 2011, 574 p. (ISBN 978-2-253-15720-5)                   |

| Année          | Titre du roman              | Auteur           | Références bibliographiques |
| -------------- | --------------------------- | ---------------- | --- |
| 2001 (1re éd.) | Le Pied-Rouge               | François Muratet | 1. Le Serpent à Plumes, coll. « Serpent noir » no 13, 1999, 260 p. (ISBN 2-84261-140-3) 2. Gallimard, coll. « Folio policier » no 330, 2004, 319 p. (ISBN 2-07-031328-X) |
| 2002 (2e éd.)  | Romicide                    | Gianni Pirozzi   | 1. Spézet, Coop Breizh, 2001, 157 p. (ISBN 2-84346-139-1) 2. Paris, Payot & Rivages, coll. « Rivages/noir » no 775, 2010, 203 p. (ISBN 978-2-7436-2091-2)                |
| 2003 (3e éd.)  | Braquages                   | Christian Roux   | 1. Le Serpent à Plumes, coll. « Serpent noir », 2002, 232 p. (ISBN 2-84261-312-0) 2. Gallimard, coll. « Folio policier » no 337, 2004, 281 p. (ISBN 2-07-031329-8)       |
| 2004 (4e éd.)  | E-zone                      | Alain Le Grand   | 1. Nicolas Philippe, coll. « Pôle noir », 2002, 218 p. (ISBN 2-7488-0025-7)                                                                                              |
| 2005 (5e éd.)  | Plus petit que moi tu meurs | Pascale Ferroul  | 1. Nîmes : HB éd., coll. « Romans-romans », 2004, 159 p. (ISBN 2-914581-23-8)                                                                                            |